# Bundeswahlgesetz (Frankfurter Nationalversammlung)

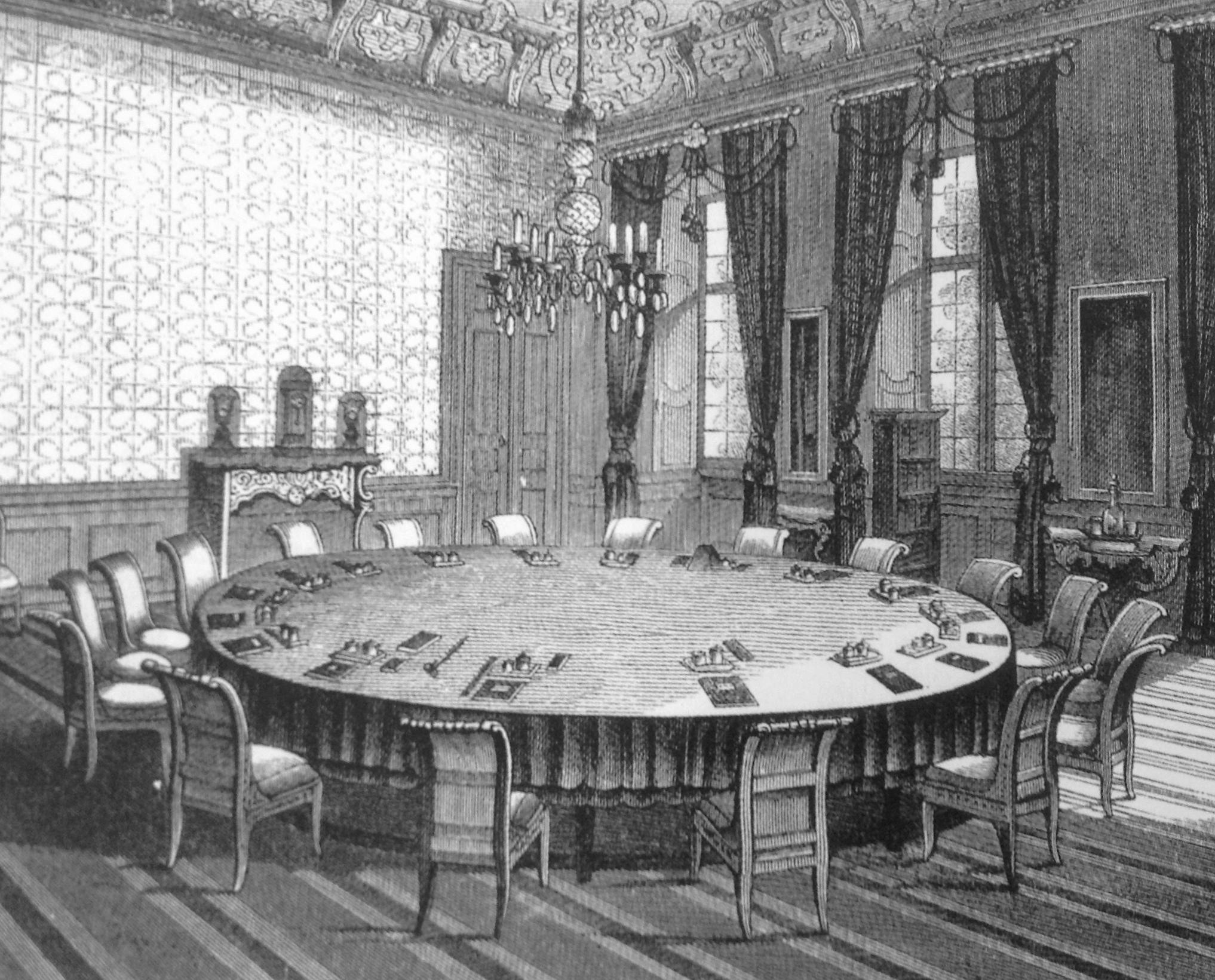
Sitzungssaal des Bundestages in Frankfurt

Bundeswahlgesetz ist die zusammenfassende Bezeichnung für zwei Bundestagsbeschlüsse des Jahres 1848, während der Revolution in Deutschland. Die Beschlüsse des Bundestages vom 30. März und 7. April machten Vorgaben für die Wahl der Frankfurter Nationalversammlung. Die Wahl wurde von den Einzelstaaten organisiert und fand Ende April bzw. Anfang Mai statt.
Wahlrecht hatten laut Bundeswahlgesetz alle volljährigen (männlichen) Deutschen. Die einzige ausdrücklich genannte Einschränkung war die „Selbstständigkeit“. In der damaligen Zeit konnte darunter Unterschiedliches verstanden werden, und dementsprechend verschieden wurde dann in den Einzelstaaten gewählt. Die Vorgaben sind eher allgemein und bündig formuliert; es fehlt beispielsweise eine Entscheidung für die direkte oder indirekte Wahl (durch Wahlmänner).
Die Texte der beiden Beschlüsse sind in durchgehender Prosa gehalten und eher kurz; nach dem ersten gab es Kritik des Vorparlaments. Das Vorparlament war selbst erst am 30. März zusammengekommen und diskutierte über die Rahmenbedingungen der Wahl. Dementsprechend wurde der erste Beschluss im zweiten korrigiert bzw. ergänzt.

## Diskussion im Vorparlament
Das Vorparlament war ein Treffen von liberalen und demokratischen Politikern, teils Abgeordneten der Parlamente der Einzelstaaten. Es bereitete die Nationalversammlung mit vor, teilweise auch mit inhaltlichen Empfehlungen zur Zukunft Deutschlands. Offizielle Vertretung des Deutschen Bundes war aber der Bundestag, der die Einzelstaaten vertrat. Der Bundestag, teils schon mit neuen, liberalen Gesandten besetzt, traf damals mehrere Beschlüsse, die die revolutionäre Unruhe abmildern sollten.
Wirklich kontrovers diskutiert wurde nur, ob die Wahlen direkt oder indirekt sein sollten. Die Linke forderte die direkte Wahl, weil dadurch der Volkswillen unverfälscht zum Ausdruck komme. Die Kandidaten müssten öffentlich um sich werben. Bei indirekten Wahlen würden die Wahlmänner (die von den eigentlichen, den Urwählern gewählt wurden) letztlich entscheiden, also die örtlichen Honoratioren. Der Linken wurde entgegengehalten, dass die direkte Wahl leicht durch Demagogen beeinflusst werden könne und dass die direkte Wahl schwieriger zu organisieren sei. Eine Abstimmung empfahl dann zwar mit 317 zu 194 Stimmen die Direktwahl, die Entscheidung wurde aber den Einzelstaaten überlassen.
Keine Abstimmung gab es mit Bezug auf die Selbstständigkeit. Damit war nach damaligen Verständnis eine gewisse Einschränkungen verbunden, in manchen Staaten bedeutete es beispielsweise, dass Gesellen oder im Elternhaus lebende Söhne nicht wählen durften. In einer Zusammenfassung eines Ausschuss-Berichtes (und im zweiten Bundesbeschluss) kam der Ausdruck trotzdem vor, weil ein Stenograph ihn von der Debatte her im Kopf hatte. Dies war dem Vorsitzenden nicht aufgefallen.
Nicht im Bundeswahlgesetz erwähnt wurde die Vorgabe des Vorparlaments, dass auch in Schleswig und in der Provinz Preußen (Ost- und Westpreußen) gewählt werden sollte, obwohl diese Gebiete nicht zum Deutschen Bund gehörten. Erst am 11. und 22. April nahm der Bundestag die Provinz Preußen und teilweise Posen in das Bundesgebiet auf (siehe Bundestagsbeschlüsse 1848).

## Inhalt
Ziel der Wahl war laut erstem Beschluss die beschleunigte „Entwerfung der Grundlagen einer neuen Bundesverfassung“. Gewählte „Nationalvertreter“ sollten zusammentreten, „um zwischen den Regierungen und dem Volke das deutsche Verfassungswerk zu Standen zu bringen.“ Im zweiten Beschluss findet man den Ausdruck „constituierende deutsche Nationalversammlung“. Die Wahlen sollten so rasch durchgeführt werden, dass die Nationalversammlung am 1. Mai beginnen konnte. (Tatsächlich fand ihre erste Sitzung am 18. Mai statt.)
Der erste Beschluss sprach nur davon, dass die Regierungen der Einzelstaaten nach Maßgabe ihrer Verfassungen Nationalvertreter wählen lassen sollten. Pro 70.000 Einwohner sollte ein Einzelstaat einen Abgeordneten wählen lassen; ein Einzelstaat mit weniger als 70.000 Einwohnern sollte einen Abgeordneten haben. Erst der zweite Beschluss ging genauer auf die Bedingungen für das Wahlrecht und die Wählbarkeit ein. Außerdem setzte er die Zahl 70.000 auf 50.000 herab, bei einem Überschuss von 25.000 Einwohnern sollte auch für diesen noch ein Abgeordneter gewählt werden.
Das aktive und passive Wahlrecht sollte jeder „Staatsangehörige“ (des jeweiligen Einzelstaates) haben, der volljährig und selbständig war. Dies galt auch für politische Flüchtlinge, die nach Deutschland zurückgekehrt waren und ihr „Staatsbürgerrecht wieder angetreten haben“. Für die Wählbarkeit war es nicht notwendig, dass der Kandidat dem jeweiligen Einzelstaat angehörte. Es durfte keine Einschränkungen nach der Religion geben, keinen Wahlzensus und keine „Wahl nach bestimmten Ständen“, also kein Zensuswahlrecht und kein Klassenwahlrecht.

## Quelle
- Nr. 82 (Nr. 79). Erster Bundesbeschluß über die Wahl der deutschen Nationalversammlung vom 30. März 1848, S. 337, und Nr. 83 (Nr. 80). Zweiter Bundesbeschluß über die Wahl der deutschen Nationalversammlung vom 7. April 1848. In: Ernst Rudolf Huber: Dokumente zur deutschen Verfassungsgeschichte. Band 1: Deutsche Verfassungsdokumente 1803–1850. 3. Auflage, W. Kohlhammer, Stuttgart u. a. 1978 (1961), S. 338.

## Belege
1. ↑  Manfred Botzenhart: Deutscher Parlamentarismus in der Revolutionsszeit 1848–1850. Droste, Düsseldorf 1977, S. 123/124.
2. ↑  Manfred Botzenhart: Deutscher Parlamentarismus in der Revolutionsszeit 1848–1850. Droste, Düsseldorf 1977, S. 124.
3. ↑  Manfred Botzenhart: Deutscher Parlamentarismus in der Revolutionsszeit 1848–1850. Droste, Düsseldorf 1977, S. 125.